# R.C. Stæger
Rasmus Carl Stæger (3. november 1800 i København – 9. februar 1875 på Frederiksberg) var en dansk embedsmand, politiker og entomolog.

## Embedskarriere
Stæger var søn af skibskaptajn og havnefoged Laurids Peter Stæger (død 1817) og Margrethe Christine født Jacobsen (død 1851), tog 1817 dansk-juridisk embedseksamen, blev 1825 assistent i Bureauet for de udenlandske Betalinger under Finansdeputationen, 1827 fuldmægtig og 1829 underbogholder i Bureauet for udenlandske Betalinger, 1831 sekretær, 1835 kammerråd, 1837 konstitueret og 1838 udnævnt til kasserer i Statsgældskontoret samt justitsråd, 1840 zahlkasserer, 1849 finanshovedkasserer og 1852 virkelig etatsråd. Stæger blev 28. maj 1850 Ridder af Dannebrog og 6. oktober 1862 Dannebrogsmand.

## Lokalpolitisk virke
R.C. Stæger var i marts 1857 medstifter af Bikuben, Forsørgelsesforening og Sparekasse og fra samme år til 1860 formand for sammes repræsentantskab. Fra 1. juli 1858 til 31. december 1871 var han medlem af Frederiksberg Sogneråd, hvor han fra 28. juli 1859 til 19. juni 1862 var næstformand og derefter indtil 31. december 1871 formand (borgmester). Han var medlem af bestyrelsen for en række velgørende institutioner og foreninger.
Stægers Allé er opkaldt efter ham.

## Entomolog
Som entomologisk samler indtog han en høj rang, men hans berømte samling omfattede kun diptera (fluer). Han var en fremragende kender af vore talrige indenlandske arter af denne insektorden, og alle hans arbejder beskæftiger sig med disse. Foruden en større række dipterologiske notitser, publicerede for størstedelen i Henrik Krøyers Naturhistorisk Tidsskrift, leverede han sammesteds flere betydelige bidrag til kundskaben om den danske dipterafaunas systematik. Blandt de vigtigste af disse afhandlinger må nævnes den ikke fuldførte Systematisk Fortegnelse over de i Danmark hidtil fundne Diptera (1840), Danske Dolichopoder (1842-43), Systematisk Fremstilling af den danske Favnas Arter af Antliatslægten Sepsis (1844) og Grønlands Antliater beskrevne (1845). En større del af Stægers samling findes i Zoologisk Museum, som han betænkte i sit testamente.
Stæger var 1833-41 revisor i Den naturhistoriske Forening i København og 1841-49 vicedirektør for samme.

## Privat
20. maj 1830 ægtede han i Helligåndskirken Sophie Therese Alberg (17. maj 1809 i København - 29. februar 1860 på Frederiksberg), datter af konferensråd Peter Alberg. Han boede i en nu forsvunden villa fra 1850'erne på Gammel Kongevej 91.